# Anchidorvillea moniliformis
Anchidorvillea moniliformis är en ringmaskart som beskrevs av Hilbig och Blake 1991. Anchidorvillea moniliformis ingår i släktet Anchidorvillea och familjen Dorvilleidae. Inga underarter finns listade i Catalogue of Life.